# Samsø Sogn
Samsø Sogn er et sogn i Århus Domprovsti (Århus Stift). Sognet blev oprettet 1. maj 2014 ved sammenlægning af alle 5 sogne på Samsø.
I 1800-tallet var Tranebjerg Sogn, Kolby Sogn, Onsbjerg Sogn, Besser Sogn og Nordby Sogn selvstændige pastorater, der hørte til Samsø Herred i Holbæk Amt. De 5 sognekommuner dannede 1. april 1962 Samsø Kommune, der ved kommunalreformen i 1970 blev overført fra Holbæk Amt til Århus Amt.

## Kirker
- Tranebjerg Kirke
- Ørby Kirke
- Kolby Kirke
- Onsbjerg Kirke
- Besser Kirke
- Nordby Kirke
- Langør Kirke

## Stednavne
I det tidligere Tranebjerg Sogn findes følgende autoriserede stednavne:
- Ballen (bebyggelse)
- Ballen Strand (bebyggelse)
- Bosserne (areal)
- Brattingsborg (ejerlav, landbrugsejendom)
- Brundby (bebyggelse, ejerlav)
- Brundbymark (bebyggelse)
- Frederiksberg (bebyggelse)
- Hjalmarsgård (landbrugsejendom)
- Kyholm (areal)
- Lindholm (areal)
- Pillemark (bebyggelse, ejerlav)
- Tranebjerg (bebyggelse, ejerlav)
- Vejrø (areal)
- Vesterløkker (bebyggelse)
- Ørby (bebyggelse, ejerlav)

I det tidligere Kolby Sogn findes følgende autoriserede stednavne:
- Grydenæs Odde (areal)
- Hårdmark (bebyggelse, ejerlav)
- Hårdmark Mark (bebyggelse)
- Kolby (bebyggelse, ejerlav)
- Kolby Kås (bebyggelse)
- Permelille (bebyggelse, ejerlav)
- Pillemark (bebyggelse, ejerlav)

I det tidligere Onsbjerg Sogn findes følgende autoriserede stednavne:
- Bisgård (ejerlav, landbrugsejendom)
- Dyret (areal)
- Hjortholm (areal)
- Kanhave (bebyggelse)
- Lille Vorbjerg (bebyggelse)
- Onsbjerg (bebyggelse, ejerlav)
- Pillemark (bebyggelse, ejerlav)
- Selsinggårde (bebyggelse, ejerlav)
- Stavns (bebyggelse, ejerlav)
- Sælvig (bebyggelse)
- Sælvig (vandareal)
- Tanderup (bebyggelse, ejerlav)
- Toftebjerg (bebyggelse, ejerlav)

I det tidligere Besser Sogn findes følgende autoriserede stednavne:
- Agerup (bebyggelse, ejerlav)
- Alstrup (bebyggelse, ejerlav)
- Besser (bebyggelse, ejerlav)
- Langemark (bebyggelse, ejerlav)
- Sildeballe (bebyggelse)
- Stenskov (bebyggelse)
- Strandskoven (bebyggelse)
- Stålhøj (areal)
- Torup (bebyggelse, ejerlav)
- Torupdal (bebyggelse)
- Udsager Hage (areal)
- Østerby (bebyggelse, ejerlav)

I det tidligere Nordby Sogn findes følgende autoriserede stednavne:
- Asmindør Hage (areal)
- Hedekrog (vandareal)
- Issehoved (areal)
- Kanhave (bebyggelse)
- Kolsøre Hage (areal)
- Kågsør Hage (areal)
- Langdal Gårde (bebyggelse)
- Langør (bebyggelse)
- Lilleøre (areal)
- Mårup (bebyggelse, ejerlav)
- Mårup Østerstrand (bebyggelse)
- Nordby (bebyggelse, ejerlav)
- Nordby Hede (bebyggelse, ejerlav)